# Gjirokastër prefektur
Gjirokastra prefektur (alb. Qarku i Gjirokastrës) är en av Albaniens tolv prefekturer. Den bestod fram till 2014 av distrikten Gjirokastra, Permeti och Tepelena med Tepelena som residensstad.
Gjirokastra prefekturär sedan 2014 indelad i kommunerna Dropull, Gjirokastër, Këlcyrë, Libohovë, Memaliaj, Përmet och Tepelenë.
Andra orter i Gjirokastër prefektur är Gjirokastër, Gjinkar, Këlcyra, Lazarat, Libohova och Memaliaj.
| Kommuner    | Admistrativa enheter i kommunen                              | Tidigare distrikt |
| ----------- | ------------------------------------------------------------ | ----------------- |
| Dropull     | Dropull i Poshtëm, Dropull i Sipërm, Pogon                   | Gjirokastra       |
| Gjirokastra | Antigonë, Cepo, Gjirokastra, Lazarat, Lunxhëri, Odrie, Picar | Gjirokastra       |
| Këlcyrë     | Ballaban, Dishnicë, Këlcyra, Sukë                            | Përmet            |
| Libohovë    | Libohova, Qënder, Zagori                                     | Gjirokastra       |
| Memaliaj    | Buz, Fshat Memaliaj, Krahës, Luftinja, Memaliaj, Qesarat     | Tepelena          |
| Përmet      | Çarshovë, Frashër, Përmet, Petran, Qendër Piskova            | Përmet            |
| Tepelena    | Kurvelesh, Lopës, Qendër Tepelenë, Tepelena                  | Tepelena          |